# Pièces froides

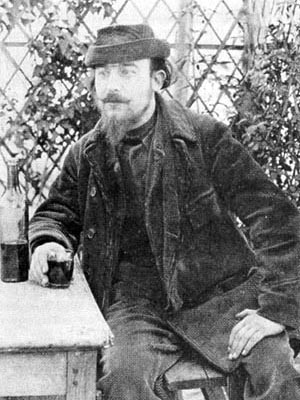
Erik Satie à la fin des années 1890.

Les Pièces froides sont deux ensembles de trois pièces pour piano composés en mars 1897 par Erik Satie. 

## Présentation
Composées en 1897 mais seulement publiées par Rouart-Lerolle en 1912, les Pièces froides marquent une rupture de Satie de la musique mystico-religieuse de sa période « rosicrucienne » (1891-1895) et annoncent les suites humoristiques des années 1910.
Un troisième ensemble de Pièces froides (nommé Nouvelles Pièces froides par l'éditeur pour les distinguer des premières), écrit en 1907 mais écarté par le compositeur, a été publié à titre posthume en 1968.

## Pièces froides(publiées en 1912)
Les Pièces froides sont deux ensembles de trois pièces, notés sans barres de mesure, ni armure, ni indication de mesure. Le cahier complet, d'une durée d'exécution de dix minutes environ, comprend : 
I. Airs à faire fuir , dédiés à Ricardo Viñes:
1. D'une manière très particulière
2. Modestement
3. S'inviter

Guy Sacre les qualifie d'« incontestable réussite, et l'un des meilleurs cahiers de Satie ». Ces airs et danses sont un retour à la simplicité des Gymnopédies et des Gnossiennes et partagent avec ces premiers travaux des textures claires et une tendance à présenter une seule idée musicale à partir d'un certain nombre de perspectives différentes ; mais ils ont une plus grande fluidité rythmique et l'assurance technique.[réf. souhaitée]

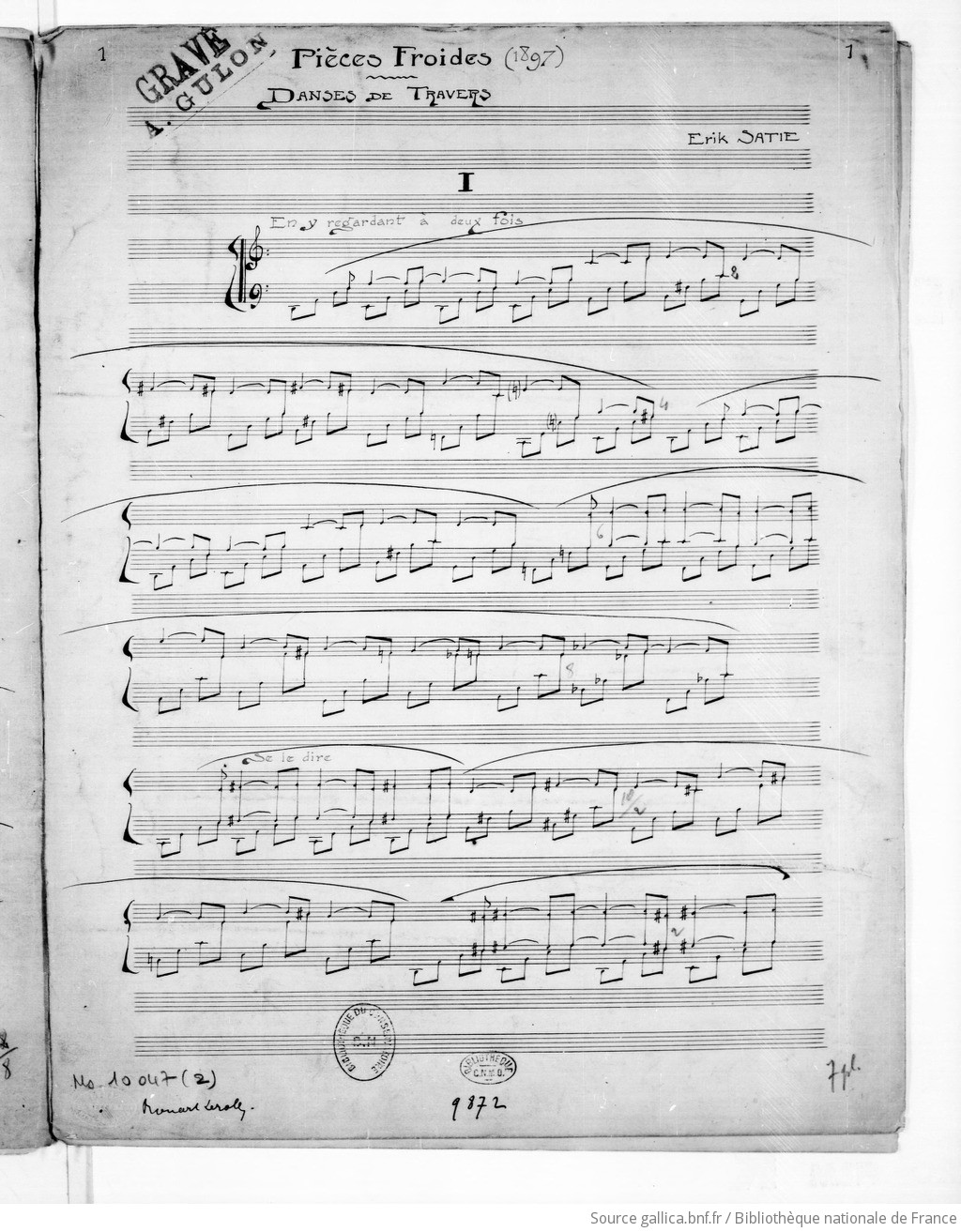
Première page du manuscrit autographe des Danses de travers.

II. Danses de travers , dédiées à Madame Jules Écorcheville:
1. En y regardant à deux fois
2. Passer
3. Encore

Guy Sacre relève leur « hypnotisme et séduction », avec leur « monotonie concertée, et mélodieuse ». Les lignes mélodiques de rechange des Danses de travers reposent sur des accompagnements arpégés qui sont pratiquement uniques dans sa production. Satie utilise cette texture arpégée une fois de plus - quoique de façon humoristique et illustrative - dans Aubade de sa suite de piano Avant-dernières Pensées (1915).[réf. souhaitée]

## Nouvelles pièces froides
1. Sur un mur
2. Sur un arbre
3. Sur un pont

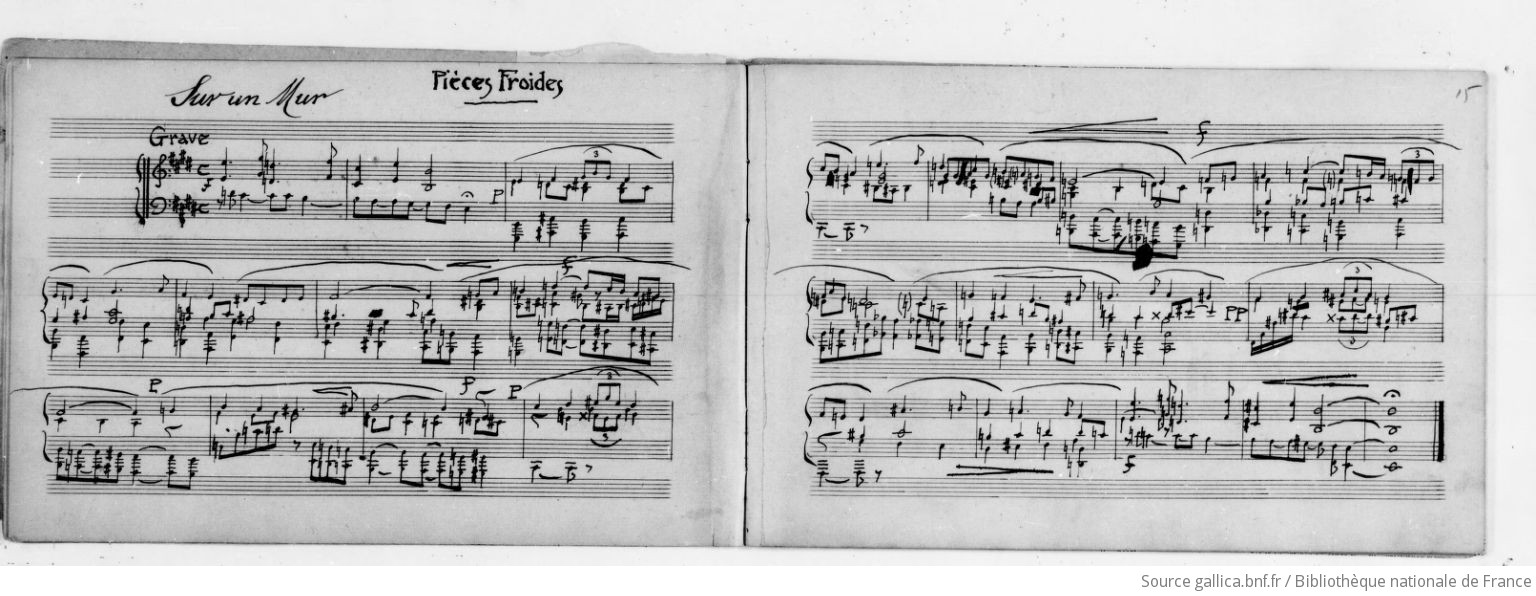
Première page du manuscrit autographes des [Nouvelles] Pièces froides : Sur un mur.

Ce deuxième recueil de pièces froides n'a jamais été publié du vivant de Satie. Le manuscrit indique « Pièces froides » et ne mentionne aucune date d'écriture. Longtemps estimées de la période 1910-1912, notamment par le compositeur Robert Caby, on sait aujourd'hui, depuis les travaux d'Ornella Volta, que ces pièces sont en réalité composées alors que Satie est élève de la Schola cantorum, précisément en 1907. Elles ont été éditées en 1968.

## Discographie
- 1967-1971 : Aldo Ciccolini, EMI
- 1994 : Jean-Pierre Armengaud, Mandala
- 1996 : Jean-Joël Barbier, Accord
- 1999 : Håkon Austbø, Brilliant Classics
- 2003 : Jean-Yves Thibaudet, Decca
- 2018 : Trio SR9, No Format! (arrangement pour 3 marimbas)

### Ouvrages généraux
- Guy Sacre, La musique pour piano : dictionnaire des compositeurs et des œuvres, vol. II (J-Z), Paris, Robert Laffont, coll. « Bouquins », 1998, 2385-2386 p. (ISBN 978-2-221-08566-0), p. 2380-2381.
- Adélaïde de Place, « Erik Satie », dans François-René Tranchefort (dir.), Guide de la musique de piano et de clavecin, Paris, Fayard, coll. « Les Indispensables de la musique », 1987, 867 p. (ISBN 978-2-213-01639-9, OCLC 17967083), p. 630-631.

### Monographies
- Vincent Lajoinie, Erik Satie, Lausanne, Éditions L'Âge d'Homme, 1985 (ISBN 978-2-8251-3228-9).
- Jean-Joël Barbier, Au piano avec Erik Satie, Éditions Séguier, 1986  (ISBN 2-9062-8411-4).